# Akabira
Akabira ( 赤平市 Akabira-shi) es una ciudad situada en el centro de la Subprefectura de Sorachi en Hokkaido, Japón. El nombre es de origen Ainu.
A partir de 2008, la ciudad tiene una población estimada de 13.597 personas con una densidad de 105 personas por km². La superficie total es de 129,88 kilómetros cuadrados. La ciudad fue una próspera ciudad gracias a la minería del carbón, su población alcanzó las 59.430 personas en 1960, disminuyendo gradualmente en las últimas décadas.